# Sitaris incantatus
Sitaris incantatus là một loài bọ cánh cứng trong họ Meloidae. Loài này được Peyerimhoff miêu tả khoa học năm 1929.